# Kaak
Kaak   (Unnao, 16 de març de 1940 - Ghaziabad, 1 de gener de 2025) pseudònim de Harish Chandra ShuklaKaak, va ser un dibuixant  i caricaturista indi que va treballar en mitjans de comunicació en hindi. Va treballar en destacats diaris com Jansatta, Navbharat Times, Dainik Jagran, Rajasthan Patrika i uns quants més, en una carrera de diverses dècades. "Kaak" significa corb en hindi, que segons un proverbi, és l'ocell que aixeca la seva veu estrident quan algú diu una mentida.

## Biografia

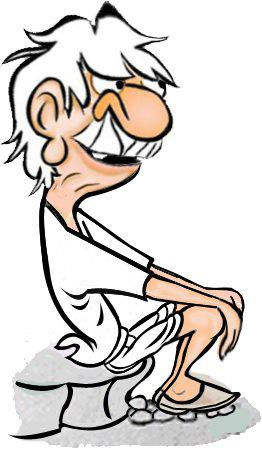
Kaak's Everyman

Kaak va néixer el 16 de març de 1940 al poble de Pura, Unnao, Uttar Pradesh, fill d'un lluitador per la llibertat. Es va formar per treballar com a enginyer mecànic, però o va abandonar per dedicar-se al dibuix.
La seva primera caricatura es va publicar a Dainik Jagran el 1967. Ha treballat com a dibuixant de premsa amb Jansatta (grup Indian Express) de 1983 a 1985 i amb Navbharat Times (grup Times of India) de juliol de 1985 a gener de 1999. També ha publicat a Dinman, Shankar's Weekly, Current, Blitz, Ravivar, Itwari Patrika, Dharamyug i Saptahik Hindustan. Diaris nacionals hindi com Dainik Jagran, Aaj, Navjeevan, Rajasthan Patrika i Amar Ujala han publicat la seva obra. Va contribuir al portal web Prabhasakshi.
També va ser elegit primer president del Club de Dibuixants de l'Índia.
Kaak va ser anomenat molt comunament el dibuixant de masses, i va afegir que la seva grandesa rau en la seva brillant comprensió dels problemes de la gent a nivell de base. No obstant això, a diferència de Common Man de Laxman, Everyman de Kaak no és un espectador silenciós de l'esdeveniment. És un comentarista vocal. Els personatges femenins de Kaak també són personatges forts.
Kaak va morir d'un atac de cor l'1 de gener de 2025, a l'edat de 84 anys.

## Premis i honors
- Honorat amb "Kaka Hathrasi Samman" per la Hindi Academy Delhi: 2003[7]
- Honorat per Kerala Lalit Kala Academy i Kerala Cartoon Academy durant el campament de dibuixos animats a Ernakulam (Kochi): 2009
- Felicitat amb el premi a tota la vida per l'Institut Indi de Dibuixants de Bangalore: 2009[8]
- Felicitat amb el premi Lifetime Achievement Award pel Dr.APJ Abdul Kalam al Cartoon Festival, Nova Delhi, sota els auspicis de Cartoon Watch: 2011[9]
- Premi Nacional a l'excel·lència en periodisme, 2016; organitzat pel Press Council of India:2017[10]

## Llibres
- Nazariya, una col·lecció de dibuixos seleccionats dels números del dia a dia, compilat per Vinod Bhardwaj, publicat per Rupa & Co:1989[11]
- Kargil Kartoons, Durant la guerra de Kargil, amb el suport dels dibuixos d'altres set dibuixants destacats, una col·lecció de dibuixos dedicats a les forces de defensa índies:1999[12]
- Rieu mentre viatges, amb motiu de complir 150 anys gloriosos de Indian Railways, una col·lecció de 50 dibuixos realitzats per Kaak i Shekhar Gurera:2000[13]

## Recepció
- Com Charlie Brown, en última instància, l'atractiu de la persona de Kaak, rau en la seva capacitat per riure i sentir-se avergonyit de la bogeria humana: Mrinal Pandey (editor en cap Dainik Hindustan, Hindustan Times Publications)[14]
- Sóc portaveu de Loksabha (Parlament) només amb cinc-cents membres, mentre que Kaak és president de Loksabha amb milions de membres: Balram Jakhar (altaveu de Lok Sabha, 16 de desembre de 1986, honor públic a Haridwar)[15]